# Cengang (köpinghuvudort i Kina, Zhejiang Sheng, lat 30,08, long 122,00)
Cengang är en köpinghuvudort i Kina. Den ligger i provinsen Zhejiang, i den östra delen av landet, omkring 180 kilometer öster om provinshuvudstaden Hangzhou. Antalet invånare är 11 885. Befolkningen består av 5 352 kvinnor och 6 533 män. Barn under 15 år utgör 7,0 %, vuxna 15-64 år 73 %, och äldre över 65 år 18,0 %.
Runt Cengang är det mycket tätbefolkat, med 1 056 invånare per kvadratkilometer. Närmaste större samhälle är Jintang, 14,8 km sydväst om Cengang. I omgivningarna runt Cengang växer i huvudsak blandskog.
Genomsnittlig årsnederbörd är 1 673 millimeter. Den regnigaste månaden är juni, med i genomsnitt 332 mm nederbörd, och den torraste är januari, med 48 mm nederbörd.